# 충주 탄금대 전투
충주 탄금대 전투(忠州彈琴臺戰鬪)는 1592년 6월 7일 임진왜란 당시 신립이 이끄는 조선군이 충주 탄금대에서 전멸한 전투이다.

## 배경
임진왜란이 발발하고 나서 부산진성에 이어 동래성마저 함락되고 동래부사 송상현이 전사하자 조정에서는 긴급대책을 세우기 위해 동분서주했다. 그저 몇십명만 이끌고 와서 재물이나 조금 약탈하고 자기네 땅으로 되돌아갔던 기존의 왜구들과는 차원이 다른 전란에 직면한 조선에서는 일단 경상도순변사 이일을 파견해보지만 상주에서 이일이 제대로 싸우지도 못하고 달아났으므로 상주마저 함락되었다. 이 전에 선조는 당시 조선에서 최고의 명장 대우를 받고 있던 신립으로 하여금 왜군을 방어하는 임무를 부여함과 동시에 상방검을 하사하여 신립에게 선조 자신과 같은 권한을 부여했다. 이에 신립은 문경으로 출동하게 되었다.

## 신립군의 규모
조선군의 숫자에 대해서는 징비록에서는 8천 정예 병력으로 기록하고 있으나, 실록에 전하는 바는 이와 다르며, 루이스 프로이스는 그의 저서 '일본사'에 탄금대 전투 당시 신립군의 숫자를 8만이라 적고 전투 상황을 조선 기록들과는 달리 상세하게 기술하였다. 그러나 난중잡록의 경우 야사아므로 어디까지 사료 가치가 떨어지는 데다가, 탄금대 전투는 관련 문헌의 주석도 달려있지 않았다. 수정실록에 나타나는 10만 역시 '그만큼 많다'라는 수식어구 이상의 의미도 없는데다가, 프로이스 일본사역시 조선병력에 관해 과장되게 적은 것을 알 수 있다. 따라서 신립의 조선군은 선조실록에 나타난 도성 근방에서 모집한 8천명, 이후 징비록, 연려실기술에서 충청도에서 합류한 8천명까지 합해 최대 1만 6천명 까지로 보이지 그 이상은 되지 않을 것이다.

## 전투준비
1592년 4월 26일 충주에 도착한 신립의 수천 기병은 단월역에 주둔하고 상주에서 패전한 이일을 만나게된다. 이때 종사관 김여물이 신립에게 새재의 높은 언덕에서 궁병으로 왜군을 상대하자고 건의하였으나 신립은 충주의 넓은 달천 평야로 가서 궁기병을 이용하는 평야전을 펼치자고 했다.
- 김여물의 논지 - 새재에 있는 바위(높은 언덕)를 방패삼아 궁병으로 공격하면 승산이 있다. (기록에 따라, 이종장, 이일도 이와 같이 주장한다.)
- 이일의 논지 - 새재를 수비하기에는 늦었으니, 한강으로 물러나 한강 방어선을 구축하자고 했다.
- 신립의 논지 - 우리군은 기병이고 일본군은 보병이니 기병을 이용한 전술을 쓰면 보병만 있는 일본군을 쉽게 제압할 수 있으며 따라서 충주의 넓은 평야(달천 평야)로 적을 끌여들이면 우리가 반드시 승리한다.[3][8][9]

## 일본군 선발대의 단월역 도착

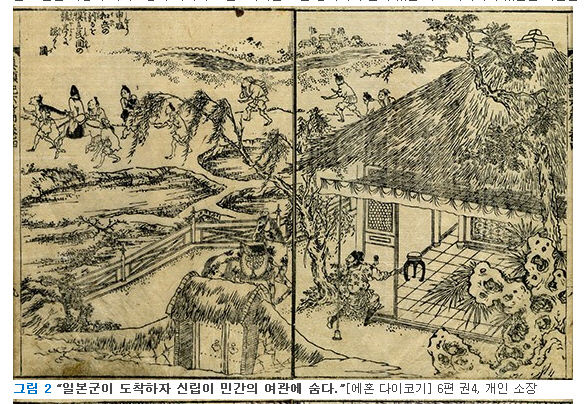
회본태합기의 일본군이 27일 밤에 당도했다는 급보를 듣고 신립이 급히 마을로 가는 장면 삽화

한편 경상도를 모두 점령하고 문경에 주둔해 있던 일본군 제1 선봉장 고니시 유키나가는 4월 28일 새벽에 문경을 떠나 정오 무렵 충주에 진입한 것으로 일본측 기록 서정일기에 기록되어있다.
하지만 조선에서는 27일 밤에 최초로 일본군을 발견했다고 기록하고 있는데, 일본에서는 이와같은 사실을 기록하지 않았으나
아무런 사전 준비없이 전투에 임할 수는 없으므로 선봉대의 움직임이었다고 보이는데 조선 기록은 이들이 단월역에 꽉 들어차 매복했다고 적고있다.

당시 일본군이 벌써 27일 밤에 도착했다는 정찰병의 보고를 들은 신립은 급히 평복 차림으로 충주성을 뛰쳐나가 단월역 마을로 가서 살펴봤지만 일본군은 보이지 않아 충주성으로 돌아와 정찰병을 참수했다.

루이스 프로이스 일본사는 고니시가 일본 날짜로 음력 4월 25일에 문경에 도착 후 곧바로 선봉군을 충주로 보내 일본 날짜로 음력 4월 26일(한국 날짜로 음력 4월 27일)에 선봉군이 당도한다고 적혀있다.
당시 먼저 출발한 선봉군의 대장은 고니시 사쿠에몬(유키시게)이었고 그는 '선발대'였다고 적혀있다. 고니시 사쿠에몬의 선발대는 충주를 향해 가던 도중 충주 근처 단월역에서 가토 기요마사와 만나 서로 격돌할 뻔한 위기 사태를 겪지만 겨우 무마된다. 가토 기요마사군 22800명은 고니시 유키나가와는 다른 진군로를 걸어 단월강 남쪽 풍동에 진을 친 후 가토 기요마사가 나베시마 나오시게와 함께 2000명의 소수 병력만 거느리고 단월강을 건너 단월역으로 진입하다가 고니시 사쿠에몬과 마주쳐 고니시 사쿠에몬에게 더이상의 진군을 저지당하고 사쿠에몬의 명령에 따라 후방군으로 뒤따른다.
고니시 사쿠에몬의 선발대와 가토 기요마사 2000명은 단월역에 꽉 차 매복하는데 이 때 척후로 나가있던 충주 목사 이종장과 이일이 그곳을 정탐하다가 빠져나가지 못해 신립에게 보고가 전달되지 않았다.

## 전투 장소
충주의 역사,문화에 관해 기록된 향토지 '예성춘추'에 의하면 신립과 일본군의 접전지는 충주의 달천평야라고 나온다.
신립 역시 기병을 이용하여 보병인 일본군을 충주의 넓은 평야(달천 평야)로 끌여들여서 치면 반드시 승리한다고 조선 기록들이 적고있다.
루이스 프로이스의 일본사 역시 신립과 일본군의 전투는 언덕,산간,성의 전투가 아니라 대규모의 기병과 보병의 야전으로 나온다.
조선 기록들은 신립의 전투 장소를 논밭이 많았다라고 적고있다.
당시 전투 장소가 단월역 앞의 달천평야에서 이루어졌음은 기록에서 확인된다.
민간전설은 신립의 전사지를 탄금대라 적고있다. 단월역 앞에서 참패하고 탄금대에서 전사한 것이다. 일본 기록 역시 동일하게 적고있다.

### 전투 진행
조선 사료들,프로이스 일본사,서정일기를 통해 당시의 전황은 이렇게 복원된다. 4월 28일 정오 무렵, 고니시 유키나가의 중앙군이 단월역 앞 마을(충주 건국대 캠퍼스)로 진입하였다.
고니시 유키나가와 일본군은 단월역 앞 마을에서 역관 경응순과 조선 국왕의 항복 서신을 전하러 온 조선의 이덕형과 그 외 대신들을 보리라 기대하며 민가에 불을 질러 조선측에 신호를 보냈다.
그러자 신립이 즉시 충주성의 수천 군사를 이끌고 탄금대로 곧바로 출격했다.
충주 탄금대 송산에 매복해있던 신립의 1만 6천 군사들은 신립을 따라 일제히 탄금대 송산을 빠져나와 단월역으로 진격해온다. 당시 전투 장소가 단월역 앞이었음은 기록에서 확인된다.
일본군들은 조선군과의 숫자 차이가 너무 극명하게 차이나자 당황하고 두려워하였다.반면 조선군 1만 6천명은 기병 숫자가 상당부분 많았으며 조선군은 자신의 숫적 우세를 믿고 승리를 확신했다. 하지만 고니시 유키나가는 당황하지 않고 일본군에게 연설을 하며 승리를 확신시켰다.
고니시 유키나가가 문경새재에 도착한 이후부터 고니시 유키나가의 명령에 의해 일본군은 3개의 군대로 나뉘어 운용되고 있었다.
- 중군 7,000명 - 고니시 유키나가가 지휘. 깃발들을 모조리 내리고 기운잃은척 허장성세로 조선군을 향해 천천히 진군.[13]
- 대진大陣을 가장한 기동 병력 - 고니시 사쿠에몬,고니시 루이스, 유마청신(有馬晴信)·대촌희전(大村喜前)·오도순현(五島純玄) 3700명은 방비가 소흘한 충주성을 곧장 침입하여 점령하였다.
- 좌군 5,000명 - 종의지(소오 요시도시)는 단월역에서 달천강을 따라 북상하여 매복. 그 후 조선군의 서쪽을 공격했다.
- 우군 3,000명 - 마쓰라 시게노부는 단월역 동쪽의 산을 따라 동쪽으로 나와 매복, 그 후 조선군의 동쪽을 공격했다.[3][15][16][18][19][20]
- 배후공격 부대 - 충주성 점령 후 호각소리와 함께 조선군의 배후를 기습.[3][8]난중잡록</ref>[9]
- 가토군 22800명 -가토 기요마사 군대는 산을 따라 동쪽으로 가며 상류를 따라 남한강을 건너기까지 천천히 진군하며 전장을 관람한다.[21][22]

일본군은 여러 갈래로 나뉘어 비밀스럽게 진격하고있었다.
고니시 유키나가가 이끄는 중군이 고니시 유키나가의 명령에 의해 모든 깃발을 내리고 기운 잃은 척 허장성세로 조선군을 향해 천천히 진군해오자

신립 1만 6천은 일본군의 좌군,우군,배후 공격 부대,충주성 점령 기동부대의 존재를 까마득히 모르고 일본군의 중앙군만 보고 승리를 확신하고 학익진을 펼쳐 중앙군을 포위해 그들이 단월역 앞 마을(충주 건국대 캠퍼스)에서 절대 빠져나가지못하게하려고하려고하였다.

달천 평야의 드넓은 논밭은 축축히 젖어있는 상태라서 늪지처럼 되어있어 궁기병의 히트 앤 런 사격전법이 불가능했고 진격 속도도 심히 더뎠다.

조선군 8천명과 일본 중앙군이 마주 치자 갑자기 중앙군의 깃발이 일제히 무수히 펄럭여서
엄청나게 많은 군대인 것 같은 착각을 들게한다! 조선군 8천은 갑자기 숫자가 많아 진 것같이 보이는 중앙군을 보고 시각의 혼란을
일으키는 사이 그 때 일본군의 좌군과 우군이 일제히 괴성을 지르며 일어나 조선군의 좌,우(동東,서西)를 포위하고 조총을 우레와 같이 퍼붓고 장궁을 쏴대었다.

중앙군 역시 조총과 장궁을 우레,비오듯 퍼부었다. 결국 조선군은 늪지를 헤쳐 나오지 못하고 조총 사격만 쳐받아버려서 조선 8천군은 그 맹렬한 포화를 견디지못하고 뒤로 물러난다. 그 후 다시 2~3차례 돌격을 시도하지만 번번이 실패한다.

그 사이 충주성이 일본군의 기동 부대에 점령을 당했다.
그러자 신립은 정신이 나가 충주성을 구하러 가버린다. 총대장이 자리를 떠버리자 군사들은 당황하여 대열을 이루지못하고 동요 상태가 된다.

그러나 충주성을 구하러 출격한 신립 군사는 충주성 안의 호각 소리 3번과 함께 출격한 일본 정예군에게 크게 깨지고 신립은 급히 도망친다.
그리고 일본군은 조선군 8천의 배후를 치며 좌군,우군,중군과 함께 조선군 8천을 완벽히 포위하며 미친 물결처럼 솟구치듯이 진격해온다.

그 소식에 놀란 조선군들은 당황하여 일본군은 60만이나 된다는 소문이 입에서 입으로 번져갔다. 일본군은 조총 포화 사격에 더해 2m의 거대한 일본도를
든 노다치 사무라이들이 큰 함성 소리와 함께 달려들어 마구잡이로 살륙하니 조선 8만군은 겁에 질려 모조리 달아나버렸다.
일본군은 그 기세를 놓치지 않고 계속 추격하여 조선군을 4면으로 겹겹이 포위하여 육로로 도망칠 길을 하나도 주지 않는다. 결국 조선 8천군은 모두 다 달천강으로 몰려버려 장수, 병졸 할 것없이 모두 강물에 몸을 던졌는데. 대부분 익사해버렸다. 조선군 중에 생존하여 탈출한 자는 이일을 포함해 겨우 4명에 불과했다.

전투 종결 후 일본군은 조선군 시체들 중 3000구만 목을 베고 조선군 항복자 수백명을 받아들였다.

가토 기요마사는 고니시군과 조선군이 싸우고 있을 때 멀찍이서 구경만 하면서 지나갔다.

### 신립의 죽음 여부
재조번방지나 연려실기술, 선조수정실록 등에 의하면 전투 막판에 신립이 김여물에게 "살고자 하는가?" 라고 묻자 김여물이 "내 어찌 살고자 하겠소" 라고 답하고 신립과 김여물이 함께 적병을 죽이고 둘다 강물에 뛰어들어 죽은 것이라 기록되어 있다.
또 자기 조카의 머리끄댕이를 잡고 강물로 뛰어들었단 기록도 있다. 신립이 물에 뛰어든 지점이 탄금대의 열두대로 알려져있기도 하지만 기록에는 월탄에 이르러 뛰었다고 되어있다.
신립과 김여물이 일본군의 추격 끝에 붙잡혀 죽었을 가능성도 제기되고 있다. 프로이스의 [일본사]에는 고니시 유키나가의 동생 루이스가 신립의 목을 벤 것이 나오며일본의 고전소설 [회본태합기]에는 김여물이 말을 타고 저항하다가 참수되었다고 기록하고 있다.
충청도 예천군의 민간 전승에는 신립이 일본군에게 붙잡혀 참수되었다고 전한다.
일본측 기록 '중정일본외사重訂日本外史'에도 신립이 참수되었다고 적혀있다.

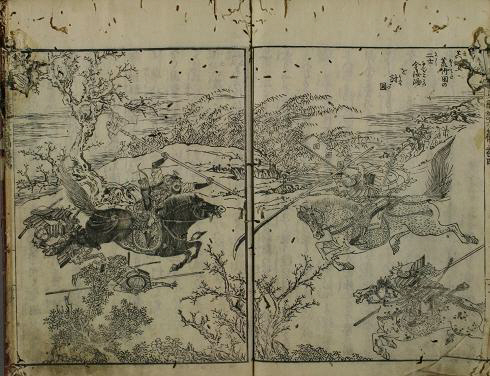
회본태합기의 김여물 삽화

## 결과 및 영향
이 전투의 영향으로 인하여 일본군은 한양까지 일사천리로 올라갔으며 선조는 어쩔 수 없이 도성을 버리고 북쪽으로 몽진을 하기에 이르렀다.
이 전투에서 장수로서 살아남은 사람은 서너명에 불과하며, 조정에 패전 장계를 올린 이일은 평복으로 갈아입고 북상해 어가행렬과 만난다.
충주의 사민과 관속들은 신립군이 6만 대군大軍이나 되어서 신립을 믿고 피난하지 않아 전투 종결 후 일본군에 학살당한 것으로 난중잡록이 적고있다.
""신립은 여러 도의 정병(精兵)과 무관 2천 명, 종족(宗族) 1백여 명, 내시위(內侍衛)의 군졸 등 도합 6만여 명의 군사를 거느리고 조령으로부터 다시 충주로 후퇴하였는데 .... 비안(庇安)의 왜적이 예천(醴泉)의 다인현(多仁縣)으로 나가 주둔하고 중도(中道)의 대부대 왜적이 인하여 충주를 함락시키니, 목사 이종장(李宗長)은 도망쳐 달아나다. 그때 충주 등지의 사람들은 신립의 대군만을 믿고 집에 있다가 변란을 당한 것인데 뜻밖에 신립의 군대가 패하였다. 적병이 사방으로 흩어지면서 죽이고 약탈하고 하는 참상이란 더욱 말할 수 없다. 왜적이 우리나라에 말을 전해오기를, “정탁(鄭琢)과 이덕형(李德馨)을 내보내라. 운운.” 하다." -난중잡록
가토 기요마사는 우연히 충주로 일본군을 유인한 장본인 경응순을 만나 붙잡아 목을 벤다. 경응순을 따라 오던 이덕형은 그걸 보고 놀라 달아난다.

### 탄금대 전투 지휘관
- 조선 - 신립
- 일본 - 고니시

## 인구 손실
- 조선 - 최대 16,000명
- 일본 - 150명

## 같이 보기
- 임진왜란